# Tedania polytyla
Tedania polytyla är en svampdjursart som beskrevs av Jörn Hentschel 1911. Tedania polytyla ingår i släktet Tedania och familjen Tedaniidae. Inga underarter finns listade i Catalogue of Life.